# アル・フセイン・イルビド
アル・フセイン・スポーツクラブ (アラビア語:  نادي الحسين الرياضي) は、ヨルダン・イルビドをホームタウンとするサッカークラブ。ヨルダンリーグ2023-24シーズンのチャンピオン。イラク・バグダードをホームタウンとする同名のクラブ（アル・フセイン・バグダード）が存在するため、日本語圏では「アル・フセイン・イルビド」と称されることが多い。

## 沿革
1964年に設立され、1975年にヨルダンリーグに昇格。国際大会への初出場は1993年のアラブ・クラブ・チャンピオンズカップで、その後、AFCカップ2005に初出場、グループリーグを勝ち抜いて準々決勝に進出した。2010-11シーズンにプレーオフでカフルスームSCに3-1で敗れ、初めてディビジョン1に降格した。 その後、2012-13シーズンのディビジョン1で優勝し、2013-14シーズンのヨルダンリーグ昇格を決めた。
2023-24シーズン、最終節でサハーブSCを2-1で下し、ヨルダン・プロリーグを初制覇。シーズンを通して、わずか1敗、わずか6失点という圧倒的な成績であった。

## スタジアム
ホームスタジアムはイルビドのアル＝ハッサン・スタジアム。1971年に完成したスタジアムで、アル＝アラビ・イルビド及びアル・サリーフSCとホームスタジアムを共用する。

## 選手
25 August 2024現在
注：選手の国籍表記はFIFAの定めた代表資格ルールに基づく。
| No. | Pos. |          | 選手名                         |
| --- | ---- | -------- | ------------------------------ |
| 1   | GK   | ヨルダン | ヤズィード・アブ・ライラ       |
| 3   | DF   | ヨルダン | アブダッラー・ナシブ           |
| 4   | DF   | ヨルダン | ユセフ・ハッサン               |
| 5   | DF   | ヨルダン | アリ・ハジュビ                 |
| 7   | MF   | ヨルダン | ムハンマド・アル＝ダウード     |
| 8   | MF   | ヨルダン | ラジャーイー・アーイド         |
| 9   | FW   | ヨルダン | アブドッラー・アル＝アッタール |
| 10  | MF   | ヨルダン | ワシーム・アッ＝リヤーラート   |
| 11  | MF   | ヨルダン | セイフ・ダルウィーシュ         |
| 12  | GK   | ヨルダン | ムラド・アル＝ファルジ         |
| 13  | MF   | ヨルダン | マフムード・アル＝マルディ     |
| 14  | MF   | ヨルダン | アフマド・サブラ               |
| 15  | DF   | ヨルダン | サイード・アッ＝ルーサーン     |
| 16  | FW   | ヨルダン | マジュディ・アル＝アッタール   |
| 17  | DF   | ヨルダン | アドハム・アル＝クラシー       |

| No. | Pos. |              | 選手名                           |
| --- | ---- | ------------ | -------------------------------- |
| 19  | DF   | ヨルダン     | アナス・バニ・ヤシーン           |
| 20  | FW   | ヨルダン     | オーデ・アル＝ファーフーリー     |
| 21  | DF   | ヨルダン     | サリーム・オベイド               |
| 22  | GK   | ヨルダン     | マフムード・アル＝カワームレ     |
| 23  | MF   | ヨルダン     | アフマド・サーイル               |
| 24  | DF   | ヨルダン     | イフサーン・ハッダード ()        |
| 29  | FW   | コンゴ共和国 | ジャック・テモペレ               |
| 36  | MF   | ナイジェリア | アブドゥルジェリール・アジャグン |
| 77  | MF   | ヨルダン     | アーレフ・アル＝ハーッジ         |
| 88  | DF   | ブラジル     | イタロ・シルバ                   |
| 90  | FW   | ヨルダン     | レジク・バニ・ハーニー           |
| 98  | MF   | ヨルダン     | シサ                             |
| 99  | FW   | セネガル     | アブドゥ・アジズ・ンディアイ     |
|     | MF   | ヨルダン     | ムハナド・アル・アラムシャ       |